# Cube serpent

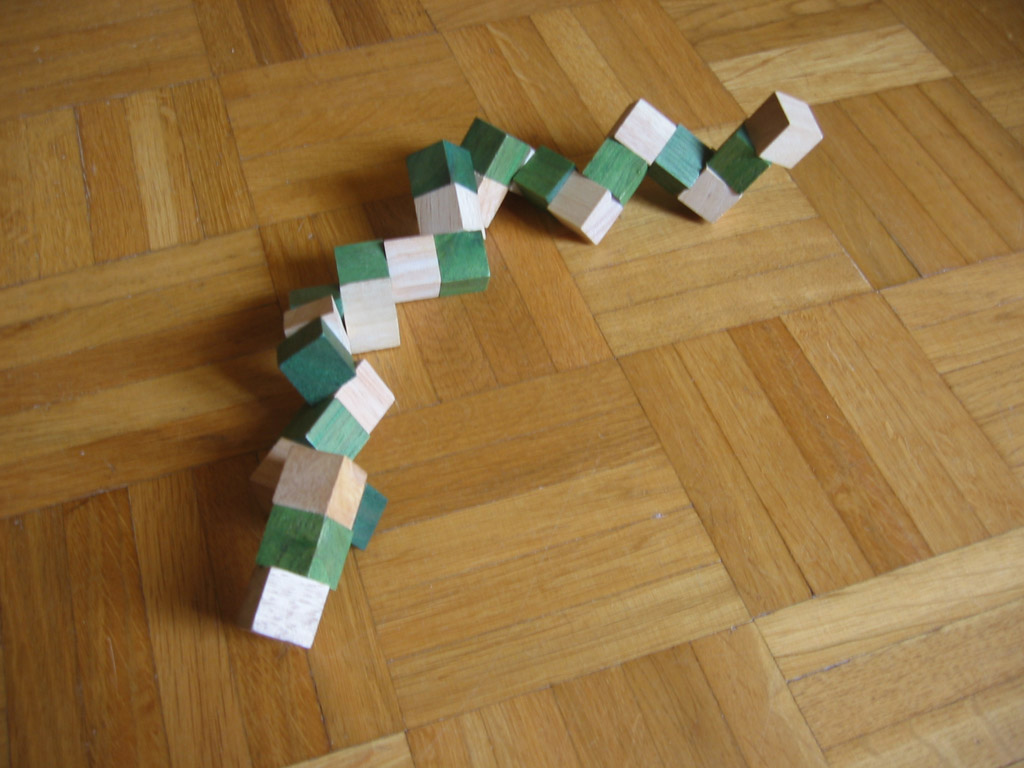
Le cube serpent dans un état déplié...

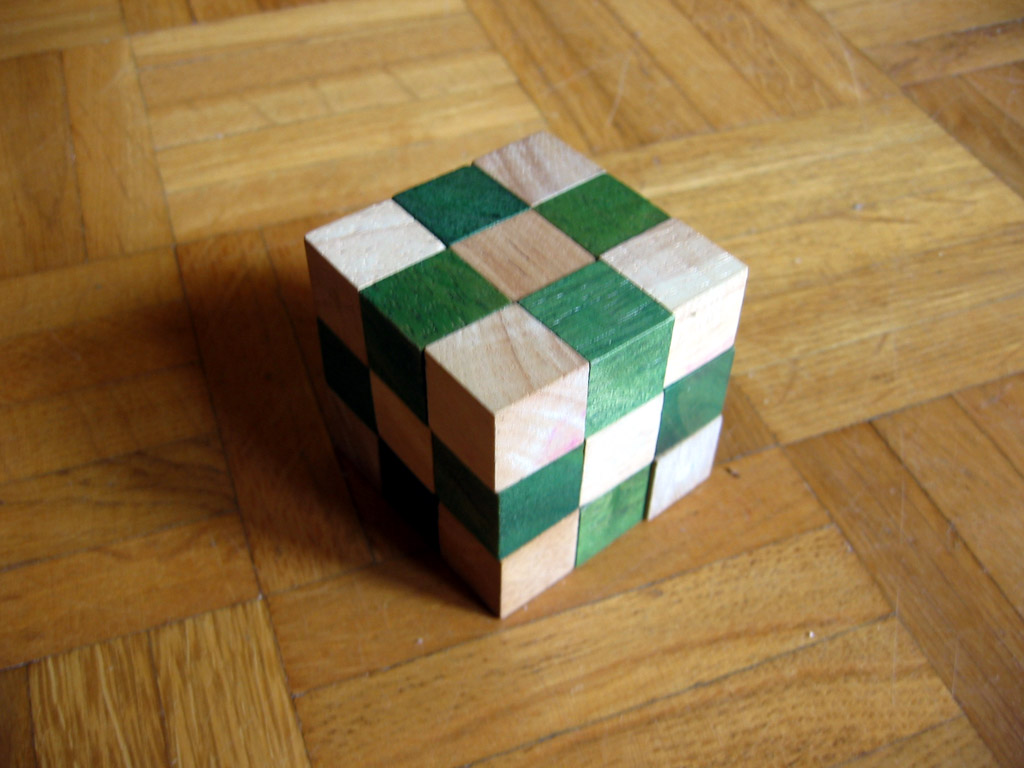
... et le casse-tête dans son état résolu.

Le cube serpent est un casse-tête mécanique. Il est composé d'une chaîne de 27 petits cubes reliés par un élastique. Le but du casse-tête est d'organiser la chaîne de telle façon qu'elle forme un cube plus gros.

## Description
Le cube serpent est une chaîne de 27 cubes. Chaque cube est relié à son prédécesseur et à son successeur par un élastique (sauf aux extrémités, où les cubes ne sont bien entendu reliés qu'à un seul autre cube), ce qui lui permet de tourner sur un axe par rapport à ceux-ci. Globalement, la chaîne est constituée d'une succession de rangées de 2 ou 3 cubes, perpendiculaires à celle qui les précèdent.
En modifiant l'orientation des cubes, il est possible de former un cube plus gros, de 3 cubes de côté. Cette situation correspond à l'état résolu du casse-tête.
Le casse-tête existe en divers matériaux (principalement du bois et du plastique), en diverses tailles et en diverses couleurs. Souvent, les petits cubes sont organisés en deux couleurs distinctes, de telle façon que deux cubes successifs possèdent deux couleurs différentes.
L'agencement des cubes n'est pas unique : il existe de nombreuses façons de faire se succéder les cubes, et différents modèles ont été commercialisés.

## Solution
La solution du cube serpent dépend de l'agencement des cubes : certaines successions possèdent plusieurs solutions, d'autres une seule.

## Variantes
Il existe une version du casse-tête où la chaîne est composée de 64 cubes ; le but du casse-tête est alors de former un grand cube de 4 petits cubes de côté.
Le Rubik's Snake n'est pas une variation, mais un casse-tête analogue où la chaîne est constituée de prismes triangulaires et l'objectif est de former un petit rhombicuboctaèdre